# 바다의 날 (일본)
바다의 날(일본어: 海の日)은 1995년에 제정된 일본의 공휴일로 하루 동안 쉰다. 제정 초기에는 7월 20일이 바다의 날이었으나 축일법 개정(해피 먼데이 제도)에 의해 2004년부터 7월 셋째 주 월요일로 바뀌었다.
국민의 축일에 관한 법률(축일법)에서는 '바다의 은혜에 감사 하는 동시에 해양국 일본의 번영을 기원한다'라고 취지를 명시해 두고 있다. 국토교통성의 문서의 기술등에 의하면 '세계의 여러 국가 중에 '바다의 날'을 공휴일로 지정한 국가는 일본이 유일하다'고 한다.

## 바다 기념일
공휴일로 제정되기 이전에는 바다 기념일(일본어: 海の記念日)이라고 하는 기념일이었다. 바다 기념일은 1876년에 메이지 천황이 도호쿠 지방을 순시할 때 군함이 아닌 등대 순시 기선인 '메이지마루'를 타고 항해를 하고 7월 20일에 요코하마 항에 귀항한 것을 계기로 1941년에 체신대신인 무라타 쇼조가 제의해서 제정되었다.
메이지마루는 이후에 도쿄상선학교 (현재의 도쿄 해양대학)의 연습함으로 사용되며 현재는 도쿄 해양대학의 엣추지마 캠퍼스에서 보존하고 있다.

## 개정된 축일법 시행 이전의 바다의 날
1996년부터 2003년까지
- 일요일：1997년, 2003년
- 월요일：1998년
- 화요일：1999년
- 수요일：없음
- 목요일：2000년
- 금요일：2001년
- 토요일：1996년, 2002년

## 개정된 축일법 시행 이후의 바다의 날
2004년부터 2050년까지의 예정을 기록. (괄호안은 예정)
- 7월 15일 - (2013년, 2019년, 2024년, 2030년, 2041년, 2047년)
- 7월 16일 - 2007년, (2012년, 2018년, 2029년, 2035년, 2040년, 2046년)
- 7월 17일 - 2006년, (2017년, 2023년, 2028년, 2034년, 2045년)
- 7월 18일 - 2005년, 2011년, (2016년, 2022년, 2033년, 2039년, 2044년、2050년)
- 7월 19일 - 2004년, 2010년, (2021년, 2027년, 2032년, 2038년, 2049년)
- 7월 20일 - 2009년, (2015년, 2020년, 2026년, 2037년, 2043년, 2048년)
- 7월 21일 - 2008년, (2014년, 2025년, 2031년, 2036년, 2042년)

## 바다와 접하지 않은 현의 대응
- 나라현에서는 7월 셋째 주 월요일을 '산의 날・강의 날'(山の日・川の日)로 하는 것을 조례로 정하였다.

## 같이 보기
- 바다 페스타 - 바다의 날의 의의를 재확인하기 위한 기념식전등을 실시.
- 등대 기념일 - 바다의 날과 같이 바다에 관한 기념일
- 해군보안청 - 바다의 날에 각종 축하행사를 행함.
- 등대 - 참관등대에서는 바다의 날에 각종 축하행사를 행함.
- 해군 기념일 - 5월 27일, 1945년에 폐지.
- 오잔컵 경주 - 바다의 날 탄생을 기념해서 1996년에 경정의 SG에 신설된 경주.
- 오오쓰 비와코 둔치 음악제 - e-radio가 바다의 날에 개최하는 야외 라이브이벤트.
- ap bank fes - 시즈오카현 가케가와시의 야마하 리조트 쓰마고이에서 개최되는 야외 페스티벌. 2005년부터 매년 바다의 날을 포함해서 3일간 열림.
- 전국수산・해양고등학교 범선 경주 대회 - 바다의 날에 개최